# Palacio de Nordkirchen
El Palacio de Nordkirchen (en alemán: Schloss Nordkirchen) es un palacio residencial de Alemania y un castillo de foso ubicado en Nordkirchen, en el distrito administrativo de Coesfeld del estado de Renania del Norte-Westfalia. Fue construido entre 1703 y 1733 en estilo barroco bajo la dirección, primero, del arquitecto Gottfried Laurenz Pictorius y luego de Johann Conrad Schlaun. Originalmente, fue una de las residencias de Friedrich Christian von Plettenberg, príncipe-obispo de Münster. 
Es conocido como «el Versalles de Westfalia», ya que es el más grande de los palacios rodeados de agua (Wasserschlösser) de la región.

## Historia del edificio
El actual palacio barroco es el sucesor de otro con foso completo construido en el siglo XVI para la familia von Morrien.  El príncipe-obispo de Münster, Friedrich Christian von Plettenberg, adquirió el antiguo castillo medieval en 1694. Más adelante decidió erigir un nuevo edificio en su lugar. Los trabajos del nuevo palacio comenzaron en 1703 bajo la dirección de Gottfried Laurenz Pictorius, aunque Friedrich no vio su finalización. En 1723, el sobrino del prelado Ferdinand von Plettenberg hizo llamar al arquitecto Johann Conrad Schlaun. El castillo pasó luego a manos del hijo de Ferdinand von Plettenberg, el conde Franz Joseph, y después de su nieto, Franz Joseph Anton. A la muerte del último de los Plettenberg en 1891, pasó a ser propiedad de la rama húngara de la familia, los Esterhazy. Fue vendido en 1903 al duque Engelbert-Marie de Arenberg. En 1933, Arenberg-Nordkirchen GmbH, una compañía de gestión de activos ducales de reciente creación, asumió la posesión. En 1958, el palacio fue adquirido por el estado federado de Renania del Norte-Westfalia y desde entonces ha sido la sede de la Escuela Superior de Finanzas de Renania del Norte-Westfalia ("Fachhochschule für Finanzen Nordrhein-Westfalen"), un colegio estatal especializado en la capacitación de futuros inspectores fiscales.
El vecino complejo de «Oranienburg» y el parque se agregaron posteriormente, al igual que lo hizo en 2004 el parque de ciervos, que incluía un generoso cinturón verde de más de 1,000 hectáreas de bosque que rodean el perímetro suroccidental del propio palacio. Partes del interior están abiertas al público, al igual que los parterres y el parque circundante. En el interior hay un restaurante de alta gama que ofrece cocina de Westfalia, se abre hacia el gran jardín formal que da a la fachada norte del palacio. La capilla del edificio se puede alquilar para bodas.

### Historia de la construcción
Los arquitectos del palacio y de su complejo de dependencias fueron Gottfried Laurenz Pictorius, Peter Pictorius el Joven (desde 1706) y Johann Conrad Schlaun, desde 1724. El corps de logis más alto está flanqueado por dos alas simétricas de menor altura, una de las cuales alberga la capilla. Las alas son rigurosamente simétricas y encierran el cour d'honneur en forma de «U». Los precedentes neerlandeses, como el palacio Het Loo cerca de Apeldoorn, hacen sentir su presencia, pero el revestimiento de arenisca del palacio de Nordkirchen es puramente de Westfalia.

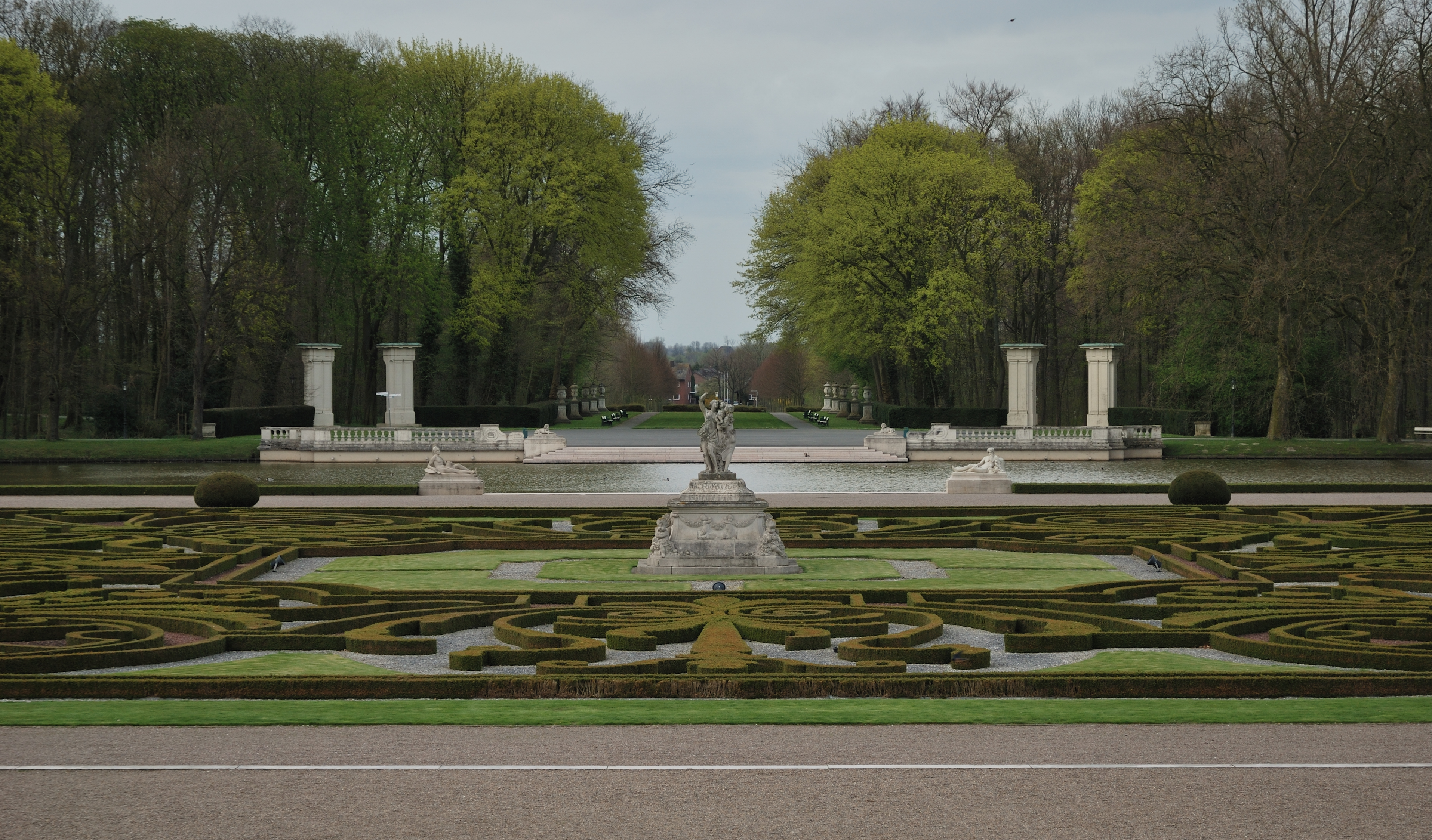
El Venusinsel

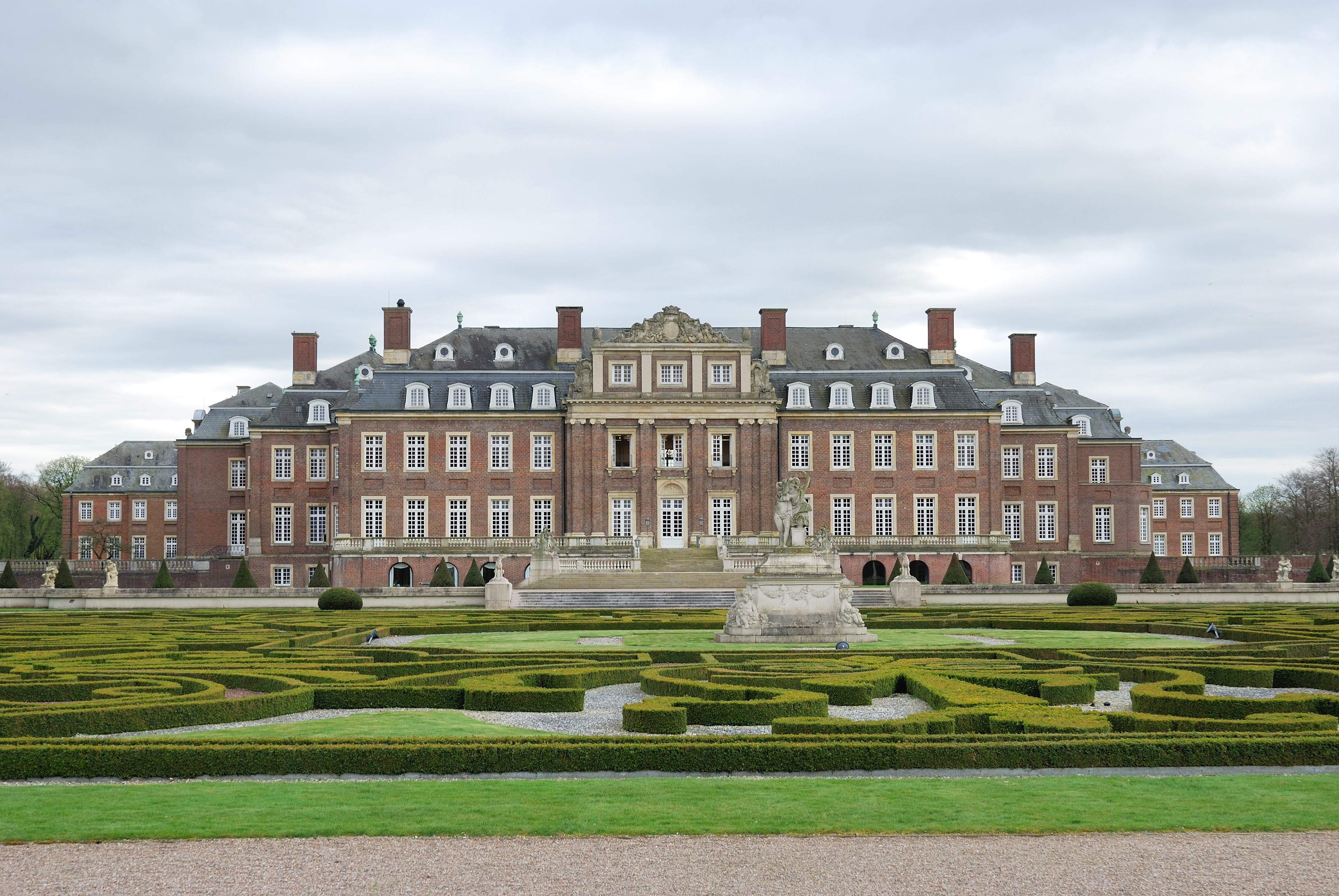
Fachada septentrional, frente a los parterres

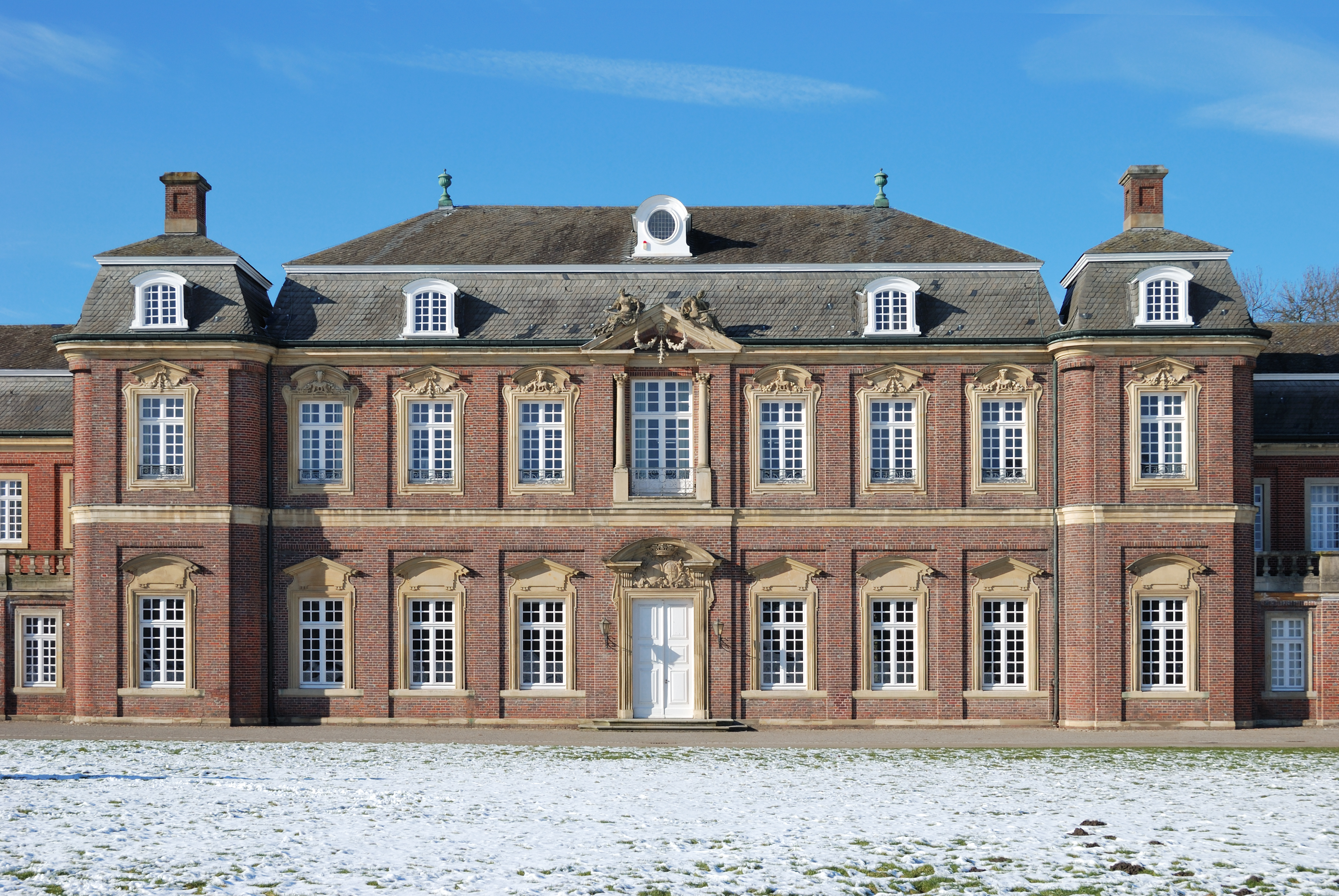
Fachada del Oranienburg

### Obras artísticas
Los muros de este vasto edificio albergan notables obras de arte:
- en el techo de la capilla, donde comienza la visita turística, hay una representación en trompe l'oeil sobre lienzo de la Asunción de la Virgen rodeada en cada esquina por una representación en alto relieve de los cuatro evangelistas acompañados por sus respectivos símbolos;
- muy por encima del altar, cubierto por un paño donado por el rey Luis XIV de Francia, están los escudos de armas del fundador. Aunque no se celebran misas regulares en la capilla, siempre está animada con conciertos y bodas;
- en el vestíbulo, hay pinturas del italiano Rico, pero también sus imitaciones de mármol negro sobre columnas de madera. En la escalera hay una hermosa estatua de un niño acompañado por su perro, uno de los herederos de la familia;
- en la sala imperial, en la que el tejido italiano que recubre las paredes se estima en 140 euros por metro cuadrado, se expone un retrato del emperador Francisco I de Austria y de su esposa María Teresa I de Austria, padres de María Antonieta, quien testimonia el apego del ministro Ferdinand von Plettenberg a estos soberanos de Austria de la casa de Habsburgo;
- en el salón de fiestas hay cuatro nichos que debían contener las estatuas de las cuatro estaciones, en un ángulo de las tablas en sepia (de la pintura de oro estarcida sobre cuero), y en el techo Hércules y Júpiter rodeando una araña de oro, el único objeto que no ha salido nunca del edificio;
- en el comedor de estilo rocaille, hay una araña veneciana con reflejos de oro, lavabos de mármol en forma de concha de peregrino a Santiago y el escudo de armas de la familia Plettenberg.

Hace más de cincuenta años, la restauración del palacio, necesaria por su estado de deterioro, costó el equivalente a casi 14 millones de euros, entre otras cosas debido a la vasta extensión del jardín (176 hectáreas). Hoy alberga una institución de educación superior especializada, capaz de acoger hasta mil ciento sesenta estudiantes: actualmente tiene ochocientos, de los cuales doscientos se encuentran en el palacio. Algunas salas se utilizan actualmente como aulas.

### Foso, jardines, parterres y parque

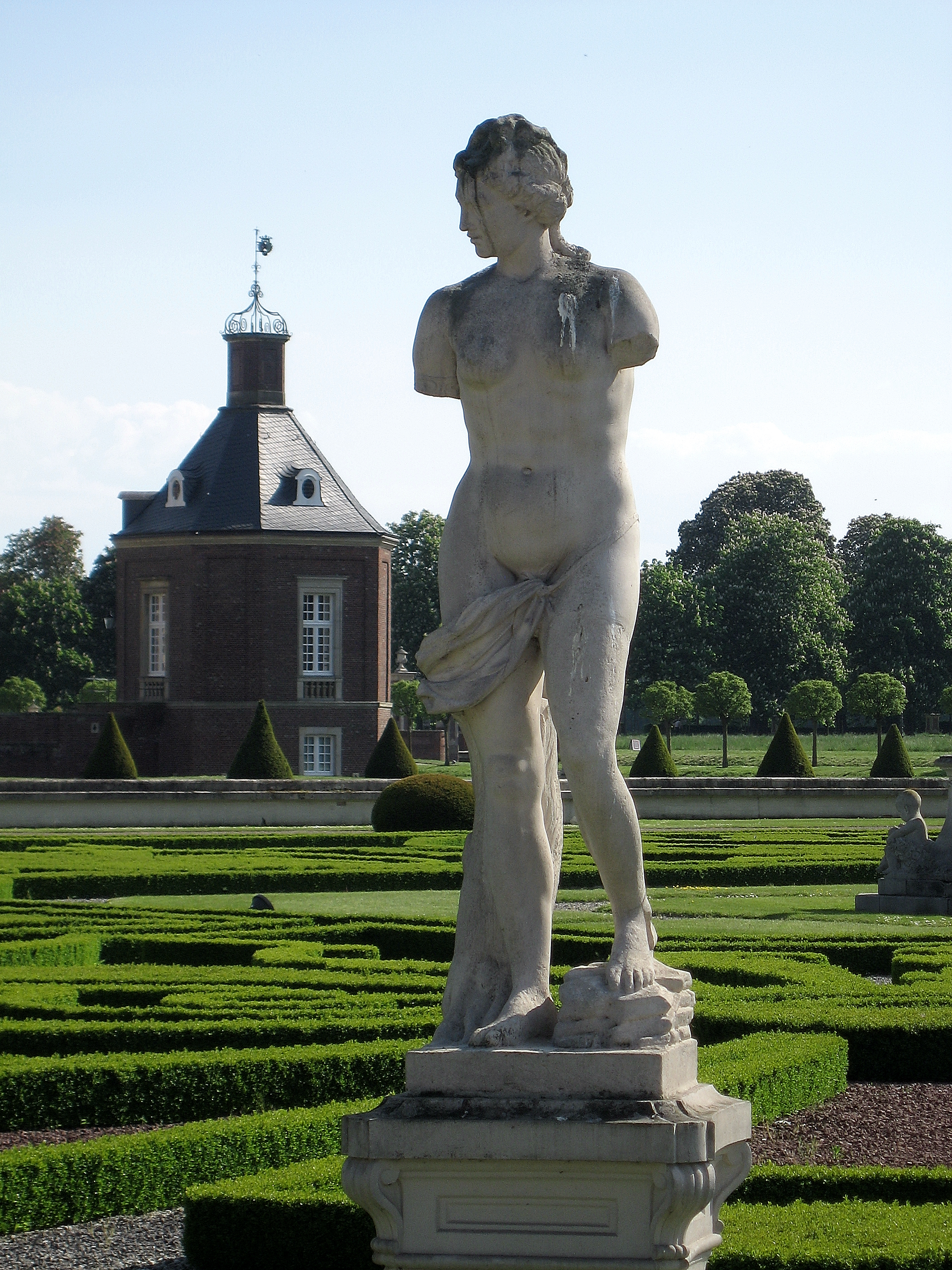
Vista del jardín

El palacio se levanta sobre una isla rectangular rodeada por un amplio foso tipo canal. Las cuatro esquinas de la isla están acentuadas por cuatro pequeños pabellones independientes.
El frente del edificio da a un parque ajardinado de unas 170 hectáreas, al que se accede a través de un parterre formal de ondulantes broderias en el eje, flanqueado por extensiones de césped. Los jardines y los bosques que lo rodean están poblados por una multitud de estatuas de mármol de tamaño natural, de las cuales las primeras entregas se deben al escultor de Múnich Johann Wilhelm Gröninger y se realizaron en 1721. Otras esculturas fueron entregadas por Panhoff y Charles Manskirch. Se agregaron más esculturas durante la restauración en estilo neobarroco, realizada en 1903-1907.
Johann Conrad Schlaun hizo desde el principio un conjunto de parterres y arboledas al estilo de los jardines à la française, que fueron modificados en 1830 por los nuevos propietarios. En 1903 se llamó a Achille Duchêne para que los restaurara, cuyas labores acabaron en 1918. Siguió un largo período de abandono hasta 1950.

## Visitas
El uso actual no impide el acceso público al palacio, que ha estado abierto a los visitantes desde hace veinte años (visita de una hora en el interior, por 4 € en 2023, gratuita en el parque).